# Jean-Louis Descloux
Jean-Louis Descloux   (3 de novembre de 1937) és un atleta suís, ja retirat, especialista en curses de velocitat, que va competir durant la dècada de 1960.
En el seu palmarès destaca una medalla de bronze en la prova del 4x400 metres del Campionat d'Europa d'atletisme de 1962 formant equip amb Bruno Galliker, Marius Theiler i Hans-Rüdi Bruder. El 1965 i 1966 es proclamà campió suís dels 400 metres. Va formar part de l'equip que millorà el rècord nacional dels 4x400 metres.
El 1964 va prendre part en els Jocs Olímpics d'Estiu de Tòquio, on va disputar dues proves del programa d'atletisme. En ambdues, els 200 metres i 4x400 metres quedà eliminat en sèries.

## Millors marques
- 200 metres. 21.2" (1962)
- 400 metres. 47.2" (1964)[5]